# Lavamünd
Lavamünd (Slovenian: Labot) là một thị xã ở huyện Wolfsberg bang Carinthia, Áo. Đô thị này có diện tích 93,78 km², dân số thời điểm 31 tháng 12 năm 2005 là 3548 người.